# Honorato Vásquez (Manabí)
Honorato Vásquez ist eine Ortschaft und eine Parroquia rural („ländliches Kirchspiel“) im Kanton Santa Ana der ecuadorianischen Provinz Manabí. Die Parroquia besitzt eine Fläche von 156,2 km². Die Einwohnerzahl lag im Jahr 2010 bei 5886. Die Parroquia wurde am 21. November 1938 gegründet. Namensgeber war Honorato Vásquez Ochoa (1855–1933), ein ecuadorianischer Anwalt, Diplomat, Schriftsteller und Dichter.

## Lage
Die Parroquia Honorato Vásquez liegt in der Cordillera Costanera südostzentral in der Provinz Manabí. Der Ort San Honorato Vásquez befindet sich am Oberlauf des Río Portoviejo auf einer Höhe von 90 m, knapp 20 km ostnordöstlich vom Kantonshauptort Santa Ana sowie 27 km ostsüdöstlich der Provinzhauptstadt Portoviejo. 2 Kilometer flussaufwärts befindet sich die Talsperre Poza Honda. Diese liegt vollständig innerhalb der Parroquia.
Die Parroquia Honorato Vásquez grenzt im Norden an die Parroquia San Plácido (Kanton Portoviejo), im Osten an die Parroquia San Sebastián (Kanton Pichincha), im Südosten an die Parroquia San Pablo de Pueblo Nuevo, im Süden an die Parroquia La Unión sowie im Westen an die Parroquia Ayacucho.